# Satz von Krein-Milman

Für eine kompakte konvexe Menge K (hellblau) und die Menge ihrer Extremalpunkte B (rot) gilt, dass K die abgeschlossene konvexe Hülle von B ist.

Der Satz von Krein-Milman (nach Mark Grigorjewitsch Krein und David Milman) ist ein Lehrsatz aus dem mathematischen Teilgebiet der Funktionalanalysis.

## Aussage
Ist {\displaystyle E} ein hausdorffscher lokalkonvexer Raum und darin {\displaystyle {\mathcal {C}}\subset E} eine nichtleere, kompakte und konvexe Teilmenge, so besitzt {\displaystyle {\mathcal {C}}} Extremalpunkte und ist dabei gleich der abgeschlossenen konvexen Hülle der Menge all dieser Extremalpunkte.
Der Beweis des Krein-Milman’schen Satzes basiert auf dem Lemma von Zorn (oder einem gleichwertigen Maximalprinzip der Mengenlehre) und dem Satz von Hahn-Banach und setzt damit die Gültigkeit des Auswahlaxioms voraus.
Der Krein-Milman’sche Satz hat eine teilweise Umkehrung, die in der Regel als Satz von Milman bezeichnet wird:
Ist {\displaystyle {\mathcal {C}}\subset E} eine kompakte, konvexe Menge und ist {\displaystyle T\subseteq {\mathcal {C}}} so beschaffen, dass {\displaystyle {\mathcal {C}}} gleich der abgeschlossenen konvexen Hülle von {\displaystyle T} ist, so sind im topologischen Abschluss von {\displaystyle T} alle Extremalpunkte von {\displaystyle {\mathcal {C}}} enthalten.
Eine Verschärfung des Satzes von Krein-Milman ist der Satz von Choquet. Noch erheblich mehr gilt in endlich-dimensionalen und insbesondere euklidischen Räumen, wo mit dem Satz von Minkowski und dem Satz von Carathéodory noch wesentlich schärfere Aussagen vorliegen.
Mit dem Satz von Krein-Milman eng verwandt sind der Satz von Straszewicz sowie der Satz von Klee-Straszewicz, bei denen die Menge der exponierten Punkte an die Stelle der Menge der Extremalpunkte tritt.

## Anwendung
Der Banachraum {\displaystyle c_{0}} der reellen oder komplexen Nullfolgen mit der Supremumsnorm {\displaystyle \|\cdot \|_{\infty }} ist kein Dualraum.
Wäre er ein Dualraum, so wäre die Einheitskugel nach dem Satz von Banach-Alaoglu kompakt in der schwach-*-Topologie, hätte also nach obigem Satz von Krein-Milman Extremalpunkte. Ist aber {\displaystyle x=(x_{n})_{n\in \mathbb {N} }} ein beliebiger Punkt aus der Einheitskugel, so gibt es einen Index {\displaystyle m\in \mathbb {N} } mit {\displaystyle |x_{m}|<{\tfrac {1}{2}}}, denn die Folge konvergiert gegen 0. Ist nun {\displaystyle h=(h_{n})_{n\in \mathbb {N} }} definiert durch {\displaystyle h_{n}=0} für {\displaystyle n\neq m} und {\displaystyle h_{m}={\tfrac {1}{2}}}, so sind {\displaystyle \|x+h\|_{\infty }\leq 1} und {\displaystyle \|x-h\|_{\infty }\leq 1} und {\displaystyle x={\tfrac {1}{2}}(x+h)+{\tfrac {1}{2}}(x-h)}, das heißt, der beliebig vorgegebene Punkt {\displaystyle x} der Einheitskugel ist kein Extremalpunkt. Also hat die Einheitskugel von {\displaystyle c_{0}} keine Extremalpunkte und {\displaystyle c_{0}} kann daher kein Dualraum sein.